# 59a Brigada Mixta (Exèrcit Popular de la República)
La 59a Brigada Mixta va ser una unitat de l'Exèrcit Popular de la República creada durant la Guerra Civil Espanyola. Va arribar a operar als fronts de Terol i Ebre, tenint una actuació rellevant durant la contesa.

## Historial
Primera etapa
La unitat va ser creada al gener 1937, en el front de Terol, a partir de la militarització de la columna «del Rosal»; va quedar integrada a la 42a Divisió del XIII Cos d'Exèrcit. El comandament de la nova brigada va recaure en el major de milícies José Neira Jarabo, amb l'anarquista Sigfrido Canut Martorell com a comissari polític.
Desplegada en el sector dels Montes Universales, el mes de juliol prendria part en la batalla d'Albarrasí. Posteriorment la 59a BM seria desplegada al nord de Terol, cobrint el flanc Nord del front republicà en Santa Bàrbara de Celadas. El començament de la batalla de l'Alfambra va ser atacada per les forces franquistes, el 5 de febrer de 1938, forçant la seva retirada en tot el front que defensava. L'atac enemic va produir un crebant en la unitat, que va sofrir abundants baixes. L'endemà passat, el 7 de febrer, les restes de la brigada es van aconseguir concentrar a Peralejos, retirant-se després del riu Alfambra. La 59a BM seria dissolta.
Segona etapa
A la fi de 1938 la 59a Brigada Mixta va ser recreada de nou dins de la 42a Divisió, a partir de forces d'Infanteria de Marina.
La nit del 25 al 26 de juliol la unitat es va concentrar a l'est de la població de Móra la Nova. L'endemà va passar l'Ebre pel sector de Riba-roja de Túria-Faió, aconseguint la línia que anava des dels Auts, l'encreuament de la carretera de Maella a Fraga i la desembocadura del riu Matarranya. No obstant això, el 6 d'agost va haver d'abandonar l'anomenada «bossa de Faió-Mequinensa» i tornar a l'altra riba. En comparació amb les altres brigades de la divisió (226a i 227a), la 59a BM era la que menor desgast havia sofert. Després de ser sotmesa a una reorganització, cap al 14 de setembre va tornar al front i va rellevar a efectius de la 3a Divisió a la Serra de Cavalls. Entre el 8 i el 20 d'octubre va haver de fer front a potents assalts enemics, havent d'abandonar les seves posicions; després de quedar trencat el front, el 5 de novembre 59a BM va perdre la població de Miravet i l'endemà passat va haver de retirar-se de Móra d'Ebre. Finalment, el 12 de novembre tornaria a travessar el riu.
Després del començament de l'ofensiva franquista a Catalunya la brigada va ser enviada al sector de la Serra de la Llena, entre el Priorat les Garrigues i la Conca de Barberà, per a intenar frenar l'avanç de la 13a Divisió franquista. Poc després seria adscrita a la reserva del XV Cos d'Exèrcit, però no trigaria a tornar a veure's embolicada en els combats del front del Segre. Durant la resta de la camapaña la 59a BM continuaria retrocedint cap al nord, cap a la frontera francesa, la qual creuaria el 9 de febrer pel pas de Portbou.

## Comandaments
Comandants en cap
- Major de milícies José Neira Jarabo;
- Major de milícies Eduardo García;[6]

Comissaris polítics
- Sigfrido Canut Martorell,[7] de la CNT;